# أفينات
أفينات (بالعبرية: אָבְנַת) (بالإنجليزية: Ovnat)‏ مستوطنة مجتمعية إسرائيلية، أقيمت عام 2004 شرق محافظة بيت لحم جنوب الضفة الغربية على أراضي بلدة العبيدية، وتقع إداريًا ضمن اختصاص مجلس البحر الميت الإقليمي. في عام 2018 كان عدد سكانها 185 مستوطنًا.

## الجانب القانوني
يعتبر المجتمع الدولي المستوطنات الإسرائيلية في الضفة الغربية غير قانونية بموجب القانون الدولي، لكن الحكومة الإسرائيلية تعارض ذلك.